# Izhma Komi
Izhma Komi (em russo: коми-ижемцы (komi-izhemtsy), endônimo : изьватас (iźvatas)), Komi-Izhemtsy ou Izma Cómi é um subgrupo étnico do povo Cómi , pertencente aos Permianos, que reside principalmente no norte da República de Cómi na Federação Russa.

Distribuição do povo Cómi no Norte da Rússia

O início da formação dos Izhma Komi remonta à segunda metade do século XVI, quando um grupo de Cómis fundou o slobodà (pequeno povoamento isento de impostos) de Izhma, nas imediações do rio Izhma. A formação do subgrupo étnico finalizou durante os séculos XVII e XVIII. Durante o século XIX, expandiram a sua área de residência, estabelecendo-se ao longo do rio Pechora e do rio Usa, nas tundras da península de Bolshezemelskaya e de Kanin, ou ainda, após cruzarem os Montes Urais, nas margens do rio Ob. Um grupo de Izhma Komi estabeleceu-se durante o mesmo período na Península de Kola. Atualmente residem maioritariamente na Península de Cola, no distrito autónomo de Nenétsia e nas margens do rio Ob e do rio Lyapin.
São um povo falante de línguas urálicas e a sua subsistência primária baseia-se na criação e pastoreio de renas.